# Olympische Sommerspiele 1948/Schießen
Bei den XIV. Olympischen Sommerspielen 1948 in London fanden vier Wettbewerbe im Sportschießen statt. Austragungsort war das Bisley Camp in Bisley in der Grafschaft Surrey.

## Bilanz

### Medaillenspiegel
| Platz | Land               | Gold | Silber | Bronze | Gesamt |
| ----- | ------------------ | ---- | ------ | ------ | ------ |
| 1     | Schweiz            | 1    | 1      | –      | 2      |
| 1     | Vereinigte Staaten | 1    | 1      | –      | 2      |
| 3     | Peru               | 1    | –      | –      | 1      |
| 3     | Ungarn             | 1    | –      | –      | 1      |
| 5     | Argentinien        | –    | 1      | –      | 1      |
| 5     | Finnland           | –    | 1      | –      | 1      |
| 7     | Schweden           | –    | –      | 3      | 3      |
| 8     | Norwegen           | –    | –      | 1      | 1      |

### Medaillengewinner
| Konkurrenz                             | Gold          | Silber                 | Bronze         |
| -------------------------------------- | ------------- | ---------------------- | -------------- |
| Freies Gewehr Dreistellungskampf 300 m | Emil Grünig   | Pauli Janhonen         | Willy Røgeberg |
| Kleinkaliber liegend 50 m              | Arthur Cook   | Walter Tomsen          | Jonas Jonsson  |
| Freie Pistole 50 m                     | Edwin Vásquez | Rudolf Schnyder        | Torsten Ullman |
| Schnellfeuerpistole 25 m               | Károly Takács | Enrique Sáenz-Valiente | Sven Lundquist |

## Ergebnisse

### Freies Gewehr Dreistellungskampf 300 m
| Platz | Land | Sportler           | Punkte |
| ----- | ---- | ------------------ | ------ |
| 1     | SUI  | Emil Grünig        | 1120   |
| 2     | FIN  | Pauli Janhonen     | 1114   |
| 3     | NOR  | Willy Røgeberg     | 1112   |
| 4     | SWE  | Kurt Johansson     | 1104   |
| 5     | FIN  | Kullervo Leskinen  | 1103   |
| 6     | FIN  | Olavi Elo          | 1095   |
| 7     | NOR  | Halvor Kongsjorden | 1093   |
| 8     | SWE  | Holger Erbén       | 1091   |
| 9     | SUI  | Otto Horber        | 1080   |
|       |      |                    |        |
| 11    | SUI  | Mario Ciocco       | 1078   |

Datum: 5. bis 6. August 1948 

36 Teilnehmer aus 13 Ländern

### Kleinkaliber liegend 50 m
| Platz | Land | Sportler           | Punkte |
| ----- | ---- | ------------------ | ------ |
| 1     | USA  | Arthur Cook        | 599    |
| 2     | USA  | Walter Tomsen      | 599    |
| 3     | SWE  | Jonas Jonsson      | 597    |
| 4     | NOR  | Halvor Kongsjorden | 597    |
| 5     | NOR  | Thore Skredegaard  | 597    |
| 6     | PER  | Enrique Baldwin    | 596    |
| 7     | FIN  | Albert Ravila      | 596    |
| 8     | NOR  | Willy Røgeberg     | 596    |
|       |      |                    |        |
| 12    | SUI  | Otto Horber        | 595    |
| 34    | SUI  | Emil Grünig        | 587    |
| 56    | SUI  | Mario Ciocco       | 576    |
| 58    | AUT  | Richard Bohslavsky | 575    |
| 60    | AUT  | Ernst Wöll         | 573    |

Datum: 3. August 1948 

71 Teilnehmer aus 26 Ländern

### Freie Pistole 50 m
| Platz | Land | Sportler         | Punkte |
| ----- | ---- | ---------------- | ------ |
| 1     | PER  | Edwin Vásquez    | 545    |
| 2     | SUI  | Rudolf Schnyder  | 539    |
| 3     | SWE  | Torsten Ullman   | 539    |
| 4     | USA  | Huelet Benner    | 539    |
| 5     | SUI  | Beat Rhyner      | 536    |
| 6     | ESP  | Ángel León       | 534    |
| 7     | HUN  | Ambrus Balogh    | 532    |
| 8     | BEL  | Marcel Lafortune | 530    |
|       |      |                  |        |
| 15    | SUI  | Heinz Ambühl     | 524    |

Datum: 2. August 1948 

50 Teilnehmer aus 22 Ländern

### Schnellfeuerpistole 25 m
| Platz | Land | Sportler                | Punkte |
| ----- | ---- | ----------------------- | ------ |
| 1     | HUN  | Károly Takács           | 580    |
| 2     | ARG  | Enrique Sáenz-Valiente  | 571    |
| 3     | SWE  | Sven Lundquist          | 569    |
| 4     | SWE  | Torsten Ullman          | 564    |
| 5     | FIN  | Leo Ravilo              | 563    |
| 6     | FIN  | Väinö Heusala           | 563    |
| 7     | HUN  | Lajos Börzsönyi         | 562    |
| 8     | NOR  | Birger Bühring-Andersen | 559    |
|       |      |                         |        |
| 20    | SUI  | Rudolf Schnyder         | 531    |
| 59    | SUI  | Walter Lienhard         | 416    |

Datum: 4. August 1948 

59 Teilnehmer aus 22 Ländern